# Prime Evil (album)
Prime Evil is het eerste album van de Engelse metalband Venom zonder Cronos (Conrad Lant) en met de van Atomkraft afkomstige Tony "Demolition Man" Dolan.
Het platencontract bij Under One Flag voor dit album werd door drummer Abaddon in de wacht gesleept door middel van onuitgebrachte demo's van diverse oude Venom line-ups op het moment dat hij het enige overgebleven lid van Venom was.
De meerderheid van het materiaal op Prime Evil (met uitzondering van de cover Megalomania en het heropgenomen Live Like An Angel) werd geschreven door drummer Abaddon en nieuwkomer Dolan vóór gitarist Mantas besloot terug te keren.
Ondanks het ontbreken van de rammelige uitvoering en ruwe productie dat de eerste twee Venom albums kenmerkte, wordt Prime Evil beschouwd als een van de beste releases in de Venom discografie wegens de sterke composities, goede productie, performance en zeer passende, energieke zang van Tony Dolan.

## Nummers
1. Prime Evil - 4:38
2. Parasite - 3:08
3. Blackened Are the Priests - 4:19
4. Carnivorous - 2:11
5. Skeletal Dance - 3:07
6. Megalomania - 5:25
7. Insane - 2:54
8. Harder Than Ever - 3:09
9. Into the Fire - 3:23
10. School Daze - 4:23
11. Live Like an Angel - Die Like a Devil - 3:05
12. The Ark (Bonus)